# Francisco Inocêncio de Sousa Coutinho
Francisco Inocêncio de Sousa Coutinho (Vila Viçosa, 28 de dezembro de 1726 — Madrid, 6 de fevereiro de 1780) foi um militar, diplomata e administrador colonial português.
Ocupou vários postos militares no Reino, após o que exerceu o cargo de governador e de capitão-general na capitania-geral do Reino de Angola entre 1764 e 1772, tendo sido antecedido por António de Vasconcelos e sucedido por António de Lencastre.
Depois de deixar o governo de Angola foi nomeado embaixador em Espanha, tendo falecido no exercício das funções.
Era filho de D. Rodrigo de Sousa Coutinho, vedor da Casa Real, e de D. Maria Antónia de São Boaventura e Meneses Paim. Foi pai de D. Rodrigo de Sousa Coutinho, primeiro conde de Linhares do título moderno; de D. Domingos António de Sousa Coutinho, primeiro conde e marquês do Funchal; de D. Francisco Maurício de Sousa Coutinho, governador-geral do Grão-Pará, e de D. José António de Meneses e Sousa Coutinho, Principal Sousa, membro do Conselho de Regência do Reino.